# 僵尸叔叔
《僵尸叔叔》（英語：Mr. Vampire IV）1988年12月12日在英属香港上映的恐怖片和惊悚片、喜劇片。

## 剧情
一個鄉村里，遠隔幾十里路都没有人，只住著兩户人家，一位和尚（午馬飾），一位道士（陳友飾），和尚名叫一休大師，還有個女徒弟叫菁菁（李麗珍飾），道士名叫四目道長，還有個男徒弟叫家樂（錢嘉樂飾）。家樂一直深深喜歡菁菁，兩人經常互相逗笑和調情。他們的師傅則是因為門戶之見和民族内訌性格而經常互相鬥法，最後雙方都兩敗俱傷。
一日，千鶴道長（鍾發飾）護送皇族的殭屍經過此地，小皇子（何健威飾）和烏侍郎（元華飾）等人護送棺木，在他們這裡短暫休息一下，由於要趕時間，他們卻匆匆忙忙走了，結果卻碰上了暴雨倾盆，電閃雷鳴，雨水洗刷掉棺木上面的墨斗线和法術，殭屍（張榮祥飾）擊破棺木冲天而出，千鶴道長因為責任心去收伏殭屍，卻被殭屍咬傷，其餘小皇子、士兵、烏侍郎都被殭屍刺咬傷，倖存者跑到和尚和道士家中求救，後來和尚和道士留下徒弟在家裡看守房子，他們跑到事發地點時卻為時已晚，四目道長打開了帳篷卻看到千鶴道長拿劍把原先被殭屍咬傷的人給刺死，然而千鶴道長卻屍毒攻心，請求四目道長殺了他，於是千鶴道長就自拿劍往身上刺下去，隨後斷氣了，和尚和道士只好把死者給火化了，烏侍郎自己中了屍毒卻不說，於是被殭屍刺咬傷的三位士兵，來到了一休大師家外頭，然而就進入屋內與家樂和菁菁打鬥，結果烏侍郎也變成了活殭屍。
當和尚和道士回到家中時，家樂和菁菁此時已經被活殭屍包圍住而逃離，而真正的大殭屍也來了，師徒四人聯合一起對付大殭屍，先弄瞎僵屍的雙眼，最後用毒藥和喝飽糯米水的蛇灌入大殭屍的口中，於是消滅了大殭屍。

## 演員
| 演員   | 角色     | 備註                                                   |
| 陳友   | 四目道長 | 道士，常與一休大師唱反調。                             |
| 午馬   | 一休大師 | 和尚，常與四目道長唱反調。                             |
| 錢嘉樂 | 家樂     | 四目道長的徒弟，喜歡菁菁。                             |
| 李麗珍 | 菁菁     | 一休大師的徒弟。                                       |
| 鍾發   | 千鶴道長 | 四目道長的師弟，被殭屍咬傷，後屍毒發作自殺。           |
| 元華   | 烏侍郎   | 被殭屍刺傷，後變成活僵屍，喜歡家樂，臨死前向家樂道別。 |
| 王玉環 | 狐狸精   | 想偷四目道長運送的屍體被發現，使用美人計失敗後被殺。   |
| 何健威 | 小皇子   | 七十一阿哥，被僵屍刺傷，後倖存。                       |
| 張榮祥 | 殭屍     | 邊疆的皇族，後被殲滅。                                 |
| 劉秋生 | 南       | 千鶴道長的徒弟。                                       |
| 周金江 | 西       | 千鶴道長的徒弟。                                       |
| 秦貴寶 | 士兵     | 被殭屍刺殺，後變成活殭屍。                             |
| 彭潤祥 | 士兵     | 被殭屍咬傷，後變成活殭屍。                             |
| 朱鬥   | 士兵     | 被殭屍刺傷，後變成活殭屍。                             |